# El Rosario (Sinaloa)
El Rosario es una pequeña ciudad ubicada en la parte sur del estado de Sinaloa en México. Es cabecera del municipio de Rosario. Según el censo del 2015, tenía una población de 16,001 habitantes. La ciudad de Rosario se localiza a 64 kilómetros al sur de Mazatlán, por la carretera federal 15.
En el año de 2012, El Rosario fue incluido en el programa turístico Pueblos Mágicos.

## Atractivos turísticos
- Santuario de Nuestra Señora de El Rosario
- Playas de El Caimanero
- Laguna del Iguanero
- Centro Histórico
- Minas del Tajo
- Malecón del Río Baluarte
- Museo Lola Beltrán
- Panteón Español
- Museo de Historia Regional de El Rosario. (Antigua cárcel municipal)
- Museo de Exhibición de los Vestidos de la Virgen de Nuestra Señora de El Rosario